# مکانیکسبرگ (ویرجینیای غربی)
مکانیکسبرگ (به انگلیسی: Mechanicsburg) یک منطقهٔ مسکونی در ایالات متحده آمریکا است که در شهرستان همپشر، ویرجینیای غربی واقع شده‌است.